# Sulévia
Sulévia (em latim: Sulevia) era uma deusa da religião céltica antiga, cultuada na Gália e Britânia, muito frequentemente citada no plural Sulévias (em latim: Suleviae/Sule(v)is). Dedicatórias a Sulévia são atestadas em cerca de quarenta inscrições, distribuídas muito amplamente no mundo céltico, mas com concentrações particulares em Nórica, entre os helvécios, junto ao Reno, e também em Roma. Jufer e Luginbühl distinguem as Sulévias de um outro grupo de deusas plurais célticas, as Matres, e interpretam o nome Sulévias como significando "aquelas que governam bem". As Sulévias são identificadas com as Matres em uma inscrição de Colchester, tão bem quanto na maioria das inscrições de Roma; são também identificados uma vez com as Junones. Van Andringa interpreta os Sulévias como divindades "domésticas nativas honradas em todos os níveis sociais".
Para a teoria de que os Sulévias eram uma versão triuna de Sulis Minerva, veja Sulis. Esta teoria é disputada por alguns pesquisadores que não encontram nenhuma ligação direta com Sulis, e sugere em vez disso que a similaridade de nomes é coincidente. Uma outra teoria conecta as Sulévias com as Xulsigiae, conhecidas de um sítio em Trier; mas esta sugestão também foi contestada.